# Oceanus
 Denne artikel omhandler måneoceaner. Opslagsordet har også en anden betydning, se Okeanos.
Oceanus er betegnelsen for et måneocean, hvilket er en landskabsform på Månen. Der er tale om en stor udgave af et månehav med kendetegn svarende til månehavenes. Der findes kun et oceanus, nemlig Oceanus Procellarum.